# Michael Dibdin
Michael Dibdin (Wolverhampton, 21 marzo 1947 – Seattle, 30 marzo 2007) è stato uno scrittore britannico.
Autore di libri gialli, ha creato la serie con Aurelio Zen.

## Premi Letterari
- Nel 1988 vince il premio Gold Dagger Award con il romanzo Ratking.
- Nel 1991 finalista premio Silver Dagger Award con il romanzo con Dirty Tricks.
- Nel 1998 finalista premio Silver Dagger Award con il romanzo con A Long Finish.

## Opere
- 1978, L'ultimo caso di Sherlock Holmes (The Last Sherlock Holmes Story), stampato nella collana Libreria del giallo.
- 1986,      A Rich, Full Death
- 1989,	The Tryst
- 1991, 	Turpi inganni (Dirty Tricks), stampato dalla Mondadori.
- 1993,	The Dying of Light
- 1995,	Dark Specter
- 2000,      Thanksgiving
- 2001,	The Vine

### Serie con Aurelio Zen
- 1988, Nido di topi (Ratking), stampato nel 1991 nella collana Il Giallo Mondadori con il numero 2209.
- 1990, Vendetta (Vendetta), stampato nel 1990 nella collana Il Giallo Mondadori con il numero 2186.
- 1992, La cabala (Cabal), stampato nel 1993 nella collana Il Giallo Mondadori con il numero 2317.
- 1994, Laguna morta (Dead Lagoon), stampato dalla Passigli.
- 1996, Così Fan Tutti (Così Fan Tutti), stampato dalla Passigli
- 1998, Vendetta d'annata (A Long Finish), stampato dalla Passigli.
- 1999, Pioggia di sangue (Blood Rain), stampato dalla Passigli
- 2002, ...e poi muori (And Then You Die), stampato dalla Passigli
- 2003, Medusa
- 2005, Back to Bologna
- 2007, End Games